# Karaçoban (district)
Karaçoban is een Turks district in de provincie Erzurum en telt 25.999 inwoners (2007). Het district heeft een oppervlakte van 552,2 km². Hoofdplaats is Karaçoban.
De bevolkingsontwikkeling van het district is weergegeven in onderstaande tabel.
| 1997   | 2000   | 2007   |
| ------ | ------ | ------ |
| 25.505 | 29.503 | 25.999 |